# Ny Kirke
Ny Kirke er en rundkirke i Nyker by ca. syv kilometer nordøst for Rønne på Bornholm.
Kirken er den mindste af Bornholms fire rundkirker. Den menes at være påbegyndt i 1200-tallet. Den har ingen skydeskår som på den største af rundkirkerne, Østerlars Rundkirke.
I middelalderen kaldtes kirken Allehelgens kirke, Ecclesia Omnium Sanctorum, men siden midten af 1500-tallet har den heddet Nykirke. Andre staveformer har været anvendt: Nye-Kirke, Nykirke eller Ny Kirke. Det nuværende menighedsråd har meddelt alle officielle instanser at stavemåden skal være Ny Kirke.
I våbenhuset er runestenen Nykerstenen opstillet.

## Billedgalleri
- Klokketårn
- Nykerstenen